# Wohnsiedlung Luchswiese
Die Wohnsiedlung Überland ist eine kommunale Wohnsiedlung der Stadt Zürich im Hirzenbachquartier von Schwamendingen, die Anfang der 1960er-Jahre von Emil Schällibaum erstellt wurde.

## Lage
Die Überbauung liegt südlich der Winterthurerstrasse neben der Schule Luchswiese, die Luchswiesenstrasse verläuft östlich der Überbauung an der schmalen Grundstückseite. Die Erschliessung erfolgt über eine Stichstrasse. Mit der Tramhaltestelle «Luchswiesen» in der Winterthurerstrasse ist die Siedlung an den öffentlichen Verkehr angebunden.

## Geschichte
In den 1950er-Jahren wuchs die Bevölkerung von Zürich um 50'000 Einwohner, was günstigen Wohnraum knapp machte. Die Stadt Zürich baute in dieser Zeit das Lochergut, sowie die Siedlungen Salzweg, Hirzenbach, Unteraffoltern I + II und die Luchswiese.

## Architektur
Die Wohnsiedlung besteht aus drei parallel zur Luchswiesenstrasse stehenden Doppel-Mehrfamilienhäuser mit vier Geschossen. Sie wurden ursprünglich mit einem Flachdach gebaut, das 1982 saniert wurde und 1990 durch ein Walmdach ersetzt wurde. In den Häusern sind 72 Wohnungen untergebracht, deren Grösse von 25 m² grossen Einzimmerwohnungen bis zu 78 m² grossen 4-Zimmer-Wohnungen reicht.